# Thüringer Landesanstalt für Landwirtschaft

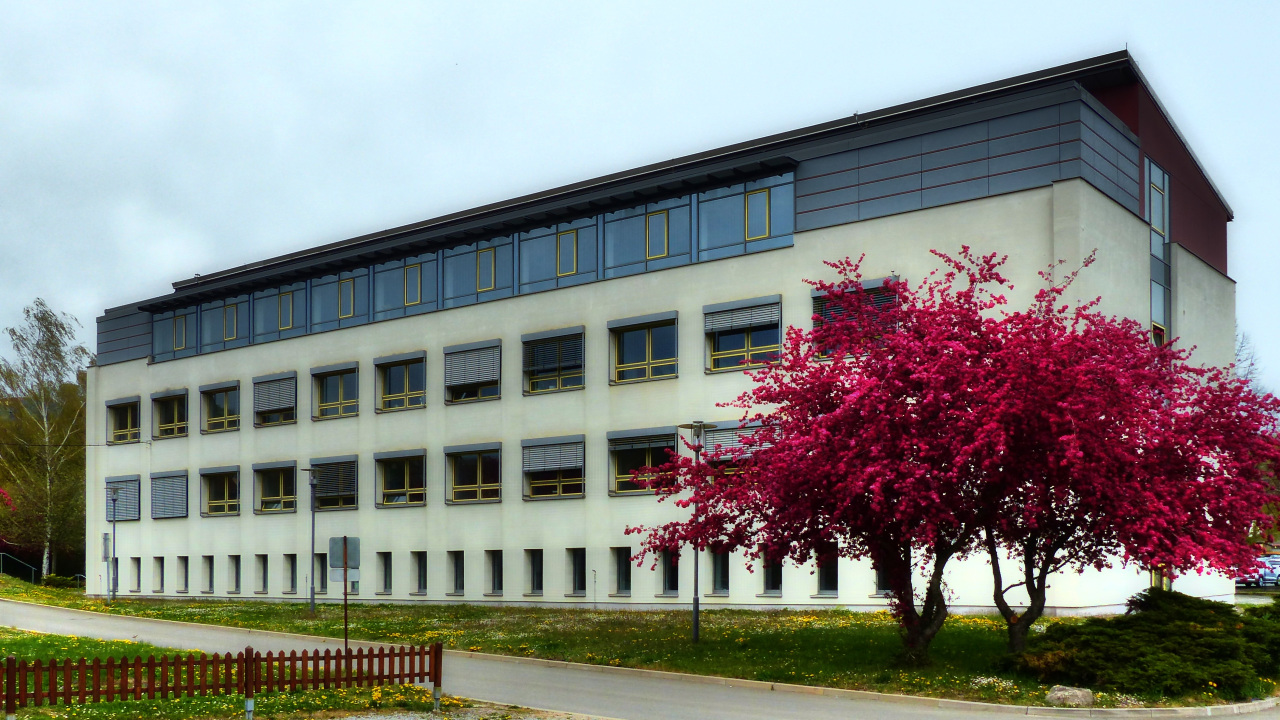
Thüringer Landesanstalt für Landwirtschaft Jena, Haus 5

Die Thüringer Landesanstalt für Landwirtschaft (TLL) war bis 31. Dezember 2018 eine Behörde des Freistaats Thüringen. Sie wurde am 20. April 1994 gegründet und war nachgeordnete Fachbehörde des Thüringer Ministeriums für Infrastruktur und Landwirtschaft. Sitz der Behörde war Jena.

## Geschichte
Mit Beschluss der Landesregierung Thüringen wurde am 20. April 1994 die Landwirtschaftliche Untersuchungs- und Forschungsanstalt (LUFA) mit Sitz in Jena-Zwätzen mit verschiedenen Referaten des Thüringer Landesverwaltungsamts in Weimar zur Thüringer Landesanstalt für Landwirtschaft (TLL) fusioniert. Der neu gegründeten Behörde wurden die hoheitlichen Aufgaben nach dem Agrarrecht sowie dem Subventionsrecht übertragen. Seit Januar 2009 war die TLL zudem für die landwirtschaftliche Aus- und Weiterbildung zuständig. Präsidenten waren bisher Herbert Bohle (1994–2000), Gerhard Breitschuh (2000 – 2007) und Peter Ritschel (2007–2011). Danach nahm der stellvertretende Präsident Armin Vetter bis Februar 2017 diese Aufgaben wahr. Zum 1. März 2017 wurde Frank Augsten als kommissarischer Präsident der TLL bestellt. Mit Beschluss des Thüringer Landtages vom 13. Dezember 2018 wurde das Thüringer Landesamt für Landwirtschaft und Ländlichen Raum (TLLLR) zum 1. Januar 2019 errichtet. Es übernimmt bisherige Aufgaben der TLL.

## Struktur
Die Behörde gliederte sich in sechs Abteilungen:
- Zentralabteilung mit der Agrarwissenschaftlichen Bibliothek und dem Agrarinformationssystem, zuständig für die interne Verwaltung sowie die Presse- und Öffentlichkeitsarbeit,
- Untersuchungswesen, zuständig für die Untersuchung von Böden, Saatgut, Futtermitteln und anderen,
- Bildung mit den Bildungseinrichtungen Fachschule für Agrarwirtschaft und Hauswirtschaft in Stadtroda und Überbetriebliche Ausbildungsstätte für Landwirtschaft und Hauswirtschaft in Schwerstedt, zuständig für die Aus- und Fortbildung in den landwirtschaftlichen Berufen.
- Pflanzenproduktion und Agrarökologie mit dem Zentrum Nachwachsende Rohstoffe in Dornburg-Camburg und der Lehr- und Versuchsanstalt Gartenbau in Erfurt-Kühnhausen, zuständig für Pflanzenbau, Pflanzen- und Bodenschutz sowie Nachwachsende Rohstoffe,
- Tierproduktion, zuständig für Tierzucht, Tierhaltung und Tierfütterung,
- Agrarökonomie und Agrarmarkt, zuständig für betriebswirtschaftliche Themen landwirtschaftlicher Betriebe sowie Subventionen und Agrarpolitik.